# متاکافی
متاکافی (انگلیسی: Metacafe) شرکت نرم‌افزار آمریکایی-اسرائیلی است، که در سال ۲۰۰۳ تأسیس شد.